# David Engel (tennis)
Pour les articles homonymes, voir David Engel.
David Engel, né le 17 octobre 1967 à Göteborg, est un ancien joueur de tennis professionnel suédois.

## Carrière
Il remporte un titre en double en 1990, à Genève, aux côtés de Pablo Albano.
Sur le circuit ATP en simple, il est huitième de finaliste à Monte-Carlo et quart de finaliste à Rosmalen en 1990 après un succès sur Paul Haarhuis. En 1991, il est huitième de finaliste à Stockholm où il écarte Nicklas Kulti et le 14e mondial, David Wheaton. En 1992, il atteint le 3e tour à Indianapolis.
Dans les tournois Challenger, il compte deux titres en simple à Helsinki en 1989 et Hong Kong en 1993, et cinq en double à Tampere en 1987, Pescara en 1989, Salzbourg en 1991, Tampere en 1993 et Aix-la-Chapelle en 1994.

## Palmarès

### Titre en double messieurs
| No | Date       | Nom et lieu du tournoi | Catégorie    | Dotation  | Surface      | Partenaire   | Finalistes               | Score    |  |
| -- | ---------- | ---------------------- | ------------ | --------- | ------------ | ------------ | ------------------------ | -------- |  |
| 1  | 10-09-1990 | Geneva Open Genève     | World Series | 225 000 $ | Terre (ext.) | Pablo Albano | Neil Borwick Davis Lewis | 6-3, 7-6 |  |

## Parcours dans les tournois duGrand Chelem

### En simple
| Année | Open d'Australie | Open d'Australie  | Internationaux de France | Internationaux de France | Wimbledon | Wimbledon | US Open         | US Open      |
| ----- | ---------------- | ----------------- | ------------------------ | ------------------------ | --------- | --------- | --------------- | ------------ |
| 1988  | —                | —                 | 1er tour (1/64)          | Richey Reneberg          | —         | —         | —               | —            |
| 1989  | —                | —                 | —                        | —                        | —         | —         | —               | —            |
| 1990  | —                | —                 | 1er tour (1/64)          | Patrik Kühnen            | —         | —         | 2e tour (1/32)  | John McEnroe |
| 1991  | 2e tour (1/32)   | Cristiano Caratti | —                        | —                        | —         | —         | 1er tour (1/64) | Javier Frana |

N.B. : à droite du résultat se trouve le nom de l'ultime adversaire.

### En double
| Année | Open d'Australie              | Open d'Australie             | Internationaux de France   | Internationaux de France | Wimbledon                 | Wimbledon                | US Open                      | US Open                 |
| ----- | ----------------------------- | ---------------------------- | -------------------------- | ------------------------ | ------------------------- | ------------------------ | ---------------------------- | ----------------------- |
| 1990  | 1er tour (1/32) M. Gustafsson | G. Ivanišević S. Živojinović | 1er tour (1/32) T. Nydahl  | S. Cannon K. Jones       | 1er tour (1/32) P. Albano | M. Mortensen Tom Nijssen | —                            | —                       |
| 1991  | 1er tour (1/32) M. Sinner     | P. McEnroe D. Wheaton        | 2e tour (1/16) Ola Jonsson | J. Fitzgerald A. Jarryd  | —                         | —                        | 1er tour (1/32) D. Marcelino | J. Fitzgerald A. Järryd |
| 1992  | 1er tour (1/32) J. Gunnarsson | S. Davis D. Pate             | —                          | —                        | —                         | —                        | —                            | —                       |

N.B. : le nom du ou de la partenaire se trouve sous le résultat ; le nom des ultimes adversaires se trouve à droite.